# 83e Legerkorps (Wehrmacht)
Het Duitse 83e Legerkorps (Duits: Generalkommando LXXXIII. Armeekorps) was een Duits legerkorps van de Wehrmacht tijdens de Tweede Wereldoorlog. Het korps was alleen in actie in midden- en Zuid-Frankrijk. 

## Krijgsgeschiedenis

### Oprichting
Het 83e Legerkorps werd opgericht op 27 mei 1942 in Frankrijk door omdopen van het Höheres Kommando z.b.V. XXXXV.

### Inzet

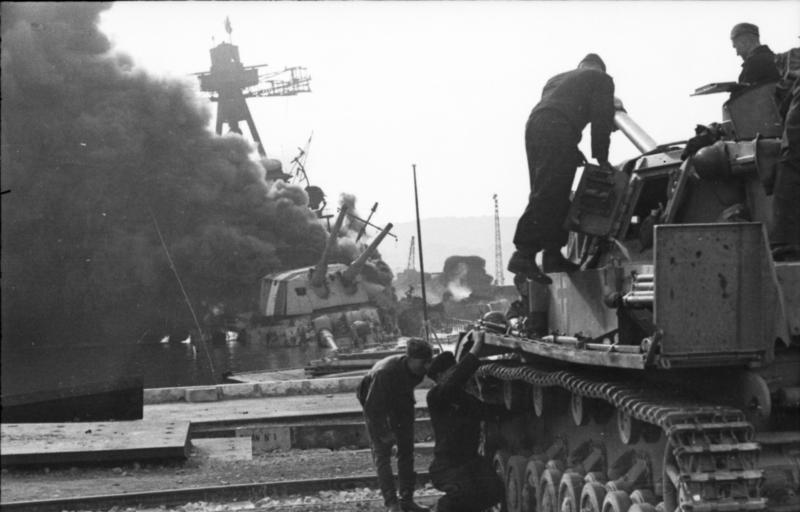
Duitse tanks in Toulon

Tegelijkertijd werd het korps ook (naar diens commandant) de Armeegruppe Felber genoemd. Deze constructie werd bedacht omdat er een verbindingsstaf was met het 4e Italiaanse Leger 

Het aantal divisies onder bevel wisselde voortdurend. Op 24 juni 1942 was het maar één divisie, de 337e Infanteriedivisie. Op 11 november 1942, als reactie op Operatie Torch, de geallieerde amfibische landing in Algerije en Marokko, trad Operatie Anton in werking. Deze operatie omvatte de bezetting van Vichy-Frankrijk om te voorkomen dat de regering samen ging werken met de geallieerden. De gepantserde- en infanterie-elementen van het 1e Leger en Armeegruppe Felber rukten het zuiden van Frankrijk binnen, terwijl de 4e Italiaanse Leger de Franse Riviera en het eiland Corsica bezette. Op 27 november 1942 consolideren de Duitsers hun greep op Vichy-Frankrijk met de Operatie Lila, de bezetting van Toulon en de poging tot inbeslagname van de Franse vloot in deze haven. Voor deze operaties beschikte het korps (op 15 november 1942) over de 335e Infanteriedivisie en de helft van de 328e Infanteriedivisie. Na deze operaties nam het korps/Armeegruppe de kustverdediging van Zuid-Frankrijk op zich. 

Het 83e Legerkorps fungeerde eigenlijk al een tijdje (als Armeegruppe Felber) als een soort Leger. Daarom werd het op 26 augustus 1943 in Avignon officieel omgedoopt in 19e Leger ofwel Armee-Oberkommando 19 (AOK 19).

## Bovenliggende bevelslagen
| Leger              | Legergroep     | Plaats/regio                              | Begin       | Eind             |
| ------------------ | -------------- | ----------------------------------------- | ----------- | ---------------- |
| Armeegruppe Felber | Heeresgruppe D | Demarcatielijn, Midden- en Zuid-Frankrijk | 27 mei 1942 | 26 augustus 1943 |

## Commandanten
| Rang                   | Naam                 | Begin            | Eind             |
| ---------------------- | -------------------- | ---------------- | ---------------- |
| General der Infanterie | Hans Felber          | 27 mei 1942      | 14 augustus 1943 |
| General der Infanterie | Georg von Sodenstern | 14 augustus 1943 | 26 augustus 1943 |